# Musée du corail et des camées

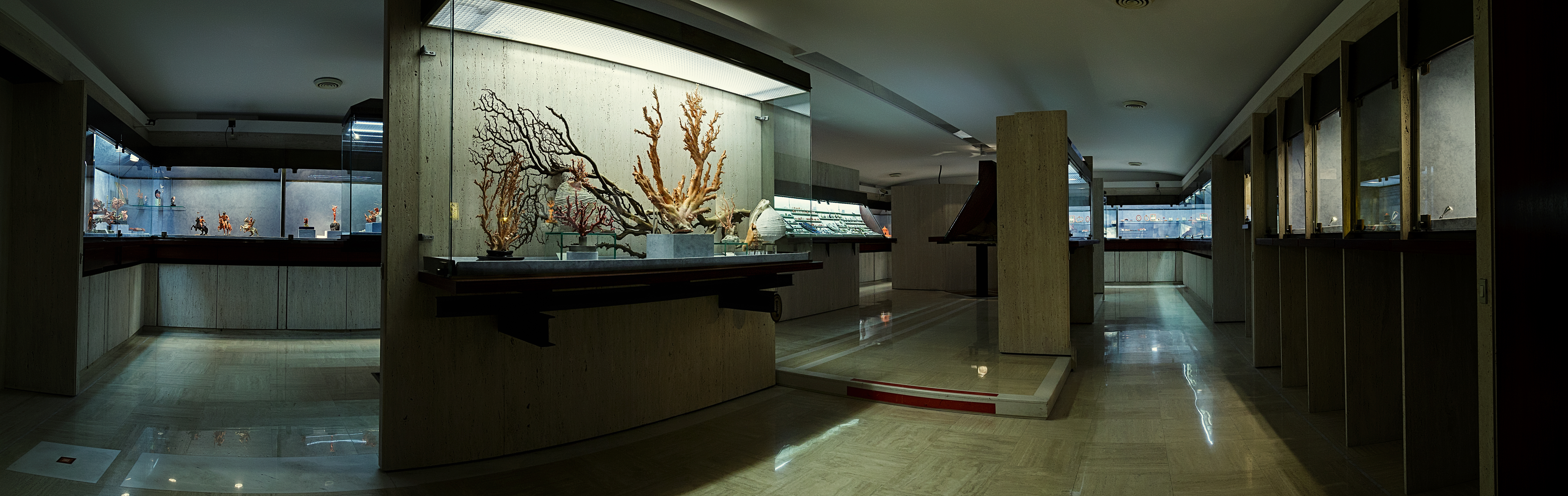

Le musée du corail et des camées, appelé aussi musée Liverino, est un musée consacré au travail du corail dans le monde, du XVIIIe siècle jusqu’à nos jours. Il est situé au numéro 61, via Montedoro à Torre del Greco, dans la province de Naples.

## Description
Il est créé en 1986, par Basile Liverino, patriarche d’une des grandes familles historiques du corail. Protégé par une épaisse porte blindée, le musée est d’un type casemate creusé à plusieurs mètres de profondeur dans la roche volcanique. Sa  collection rassemble plusieurs centaines de chefs-d’œuvre sculptés par l’homme principalement sur du corail mais aussi sur des coquillages Cypraea, sur de la nacre, de l’ivoire et de la pierre de lave.
Articulée en huit sections, elle est exposée dans une grande salle aménagée de dizaines de vitrines sécurisées ; la première section accueille le visiteur parmi des rameaux de corail rouge intense dénommés moro ou aka (en japonais), et un rare exemplaire d’arbrisseau de corail asiatique de plus d’un mètre de hauteur à la couleur rose tachetés de blanc.
La seconde expose une collection d’un rare raffinement d’artisanat sicilien de Trapani : objets liturgiques et profanes, ostensoirs, plateaux, crucifix, colliers ainsi que quelques pièces du XVIe siècle.
La troisième section présente les chefs-d’œuvre napolitains et torrese des maîtres corailleurs du XVIIIe siècle qui travaillaient des colliers de toutes formes et toutes longueurs, bracelets, boucles d’oreilles, pommeaux de canne ou d’ombrelle. On y trouve aussi des œuvres de Gênes, de Rome ainsi que de Grande-Bretagne, de France et de Turquie.
La Chine de diverses époques est la protagoniste de la quatrième section avec ses étonnantes statuettes, sculptées chacune dans un seul bloc de corail. Pendant que la cinquième section conserve des œuvres antiques tibétaines et népalaises parmi lesquelles un gilet d’homme fait de corail ainsi qu’une bourse mongol.
Dans la sixième partie, le Japon avec des sculptures et ornements de délicate facture, tandis que la septième section abrite la production actuelle des maîtres graveurs de Torre del Greco.
Parmi toutes les œuvres exposées, le dit « camée le plus grand du monde » mérite d’ être cité : réalisé entre 1783 et 1883 sur une coquille sardonique de grade dimension, le maître napolitain Giovanni Sabbato gravait une complète allégorie de l’Empire britannique  exaltant la grandeur de l’Angleterre victorienne.